# 질형목
질형목(蛭形目)은 질형강의 유일한 목으로 민물과 육상에서 서식한다. 몸은 길고, 머리와 발은 움츠릴 수 있으며, 15~18개의 큐티클로 연결되어 있다. 섬모관은 전령적으로 잘 발달되어 있고, 보통 하나 또는 2개의 윤반으로되어 있다. 인두에는 지부형의 저작기가 있다. 피갑은 족선이 발달해 있고 거머리 모양이며, 연동운동을 한다. 2개의 생식난황소를 갖는다. 예 : 참윤충류

## 참고 문헌
- 《동물분류학》 - 한국동물분류학회(2008), 집현사